# Gary Powell (muzyk)
Gary Armstrong Powell (ur. 11 listopada 1969) – amerykański perkusista, znany przede wszystkim z występów w brytyjskim zespole The Libertines. Grał również w zespołach Dirty Pretty Things i New York Dolls oraz z Eddym Grantem.
Dołączył do The Libertines po tym, jak ówczesny menedżer zespołu, Banny Poostchi, przedstawił go Carlowi Barâtowi i Pete’owi Doherty’emu. Po rozpadzie The Libertines Powell przeszedł do stworzonego przez Barâta zespołu Dirty Pretty Things. Wyraził również zainteresowanie pracą z takimi hip-hopowymi wykonawcami jak Kanye West czy duetu UGK, w którego teledysku, The Game Belongs To Me, pojawił się w 2007.